# İbrahim Kutluay
İbrahim Kutluay (* 7. Januar 1974 in Yalova, Türkei) ist ein ehemaliger türkischer Basketballspieler, der bei einer Körpergröße von 1,98 m auf der Position des Shooting Guards spielte.

## Vereinskarriere
İbrahim Kutluay begann seine Karriere bei Fenerbahçe Istanbul, wo er bis 1999 unter Vertrag stand. Nach einer einjährigen Station bei Efes Pilsen Istanbul wechselte er im Sommer 2000 erstmals ins Ausland und unterschrieb einen Einjahresvertrag bei AEK Athen in Griechenland, wo er mit dem griechischen Pokal auch seinen ersten Titel gewann. 2001 wechselte Kutluay zum Ligakonkurrenten und griechischen Rekordmeister Panathinaikos Athen, wo er den erfolgreichsten Zeitabschnitt seiner Karriere hatte. So gewann Kutluay neben dem Double 2003 auch die EuroLeague 2002, wo er mit 22 erzielten Punkten im Endspiel erfolgreichster Korbschütze seiner Mannschaft war. 
Nachdem Kutluay für eine Saison in die Türkei zurückgekehrt war, wechselte er 2004 in die NBA zu den Seattle SuperSonics. Da Kutluay in Seattle jedoch kaum zum Einsatz kam, kehrte er Anfang des Jahres 2005 zu Panathinaikos zurück, wo er ein weiteres Mal das Double gewann. Nach einer Station beim türkischen Erstligisten Fenerbahçe Ülker unterschrieb Kutluay am 31. Dezember 2007 einen Vertrag beim griechischen Verein PAOK Thessaloniki. Von Sommer 2008 bis Sommer 2009 spielte er beim türkischen Zweitligist ITÜ Basketbol Takımı. Hier kam er verletzungsbedingt zu wenigen Einsätzen, woraufhin er im Sommer 2009 seine Laufbahn als Spieler beendete.

## Nationalmannschaft
Kutluay war ein fester Bestandteil und auch Kapitän der türkischen Nationalmannschaft und nahm mit dieser an mehreren Europa- sowie Weltmeisterschaften teil. Herausragend ist dabei die Europameisterschaft von 2001, die Kutluay im eigenen Land als Silbermedaillengewinner abschloss. Bei diesem Turnier war er mit 21,7 Punkten je Begegnung dritter der EM-Korbschützenliste.

## Erfolge
- Griechischer Meister: 2003, 2005
- Türkischer Meister: 1991, 2006, 2007
- Griechischer Pokalsieger: 2001, 2003, 2005
- Türkischer Pokalsieger: 2004
- EuroLeague: 2002
- Vize-Europameister: 2001
- Teilnahmen an Europameisterschaften: 1995, 1997, 1999, 2001, 2005
- Teilnahme an Weltmeisterschaften: 2002, 2006

## Auszeichnungen
- All-Star (Griechenland): 2002
- MVP des griechischen Pokalfinals: 2001
- MVP des griechischen All-Star-Games: 2002
- Sieger im Three Point Shootout des griechischen All-Star-Game: 2002
- All-Star First Team bei der EM 2001
- All-Star Third Team bei der EM 1997

Kutluay gehörte Anfang 2008 zu einem Kreis von 105 Basketballspielern, die von der EuroLeague nominiert wurden, um fünfzig bedeutende Persönlichkeiten des Basketballsports in Europa, im Zeitraum 1958 bis 2008 aktiv, bestimmen und in der Folge im Mai 2008 in Madrid (Spanien) ehren zu können. Alle nominierten Spieler haben in den Europapokal-Wettbewerben der FIBA Europa und der EuroLeague Basketball eine besonders herausragende Rolle gespielt und gehörten jeweils zu den besonders herausgehobenen „Stars“ ihrer nationalen Ligamannschaften.

## Sonstiges
Kutluay betätigte sich nach dem Ende seiner Spielerlaufbahn unter anderem als Fernsehkommentator von Basketballspielen. Des Weiteren eröffnete er eine Sportakademie und wurde für die Unternehmensgruppe Doğuş tätig. 2013 übernahm er die Leitung eines zu Doğuş gehörenden Unternehmens zur Sportförderung. Kutluay wurde Mitglied des Verwaltungsrates des Vereins Darüşşafaka, dessen Finanzierung Doğuş übernommen hatte. Als solches holte Kutluay 2015 den früheren deutschen Nationalspieler Mithat Demirel als Generaldirektor zu Darüşşafaka.